# Barragem do Ermal
A barragem do Ermal (ou barragem de Guilhofrei) localiza-se no concelho de Vieira do Minho, distrito de Braga, Portugal. Situa-se no rio Ave. A barragem entrou em funcionamento em 1938.

## Barragem
É uma barragem de gravidade (construção mista em alvenaria e betão). Possui uma altura de 49 m acima da fundação e um comprimento de coroamento de 190 m. O volume da barragem é de 55.000 m³. Possui uma capacidade de descarga máxima de .. (descarga de fundo) + 445 (descarregador de cheias) m³/s.

## Albufeira
A albufeira da barragem apresenta uma superfície inundável ao NPA (Nível Pleno de Armazenamento) de 1,63 km² e tem uma capacidade total de 21,2 Mio. m³ (capacidade útil de 21,08 Mio. m³). As cotas de água na albufeira são: NPA de 333,3 metros, NMC (Nível Máximo de Cheia) de 333,3 metros e NME (Nível Mínimo de Exploração) de ... metros.

## Central hidroeléctrica Guilhofrei
A central hidroeléctrica é constituída por um grupo Kaplan e um grupo Francis com uma potência total instalada de 3,972 MW. A energia produzida em ano médio é de 11 Mio. kWh.
| Grupo       | Velocidade nominal (r.p.m.) | Turbina (MW) | Alternador (MVA) | Transformador (MVA) |
| ----------- | --------------------------- | ------------ | ---------------- | ------------------- |
| 1 (Kaplan)  | 500                         | 2,022        | 2,4              | 5                   |
| 2 (Francis) | 428,6                       | 1,950        | 2,67             |                     |

## Central hidroeléctrica Ermal
A central hidroeléctrica é constituída por dois grupos Francis com uma potência total instalada de 10,848 MW. A energia produzida em ano médio é de 29 Mio. kWh.
| Grupo | Velocidade nominal (r.p.m.) | Turbina (MW) | Alternador (MVA) | Transformador (MVA) |
| ----- | --------------------------- | ------------ | ---------------- | ------------------- |
| 1     | 500                         | 6,251        | 7,5              | 7,5                 |
| 2     | 600                         | 4,597        | 5,5              | 7,5                 |

Um canal conduz a água da central Guilhofrei para a câmara de carga da central do Ermal. O comprimento do canal de adução é de 1500 m.

## Telesky Ermal
Em 1996 foi instalado um sistema mecânico formada por um cabo assente em quatro mastros e dotada de um motor eléctrico, que permite a tracção de um conjunto variado de esquiadores, através do perímetro de 750m estabelecido pelos quatro mastros.